# Universidad Ciudad de Yokohama

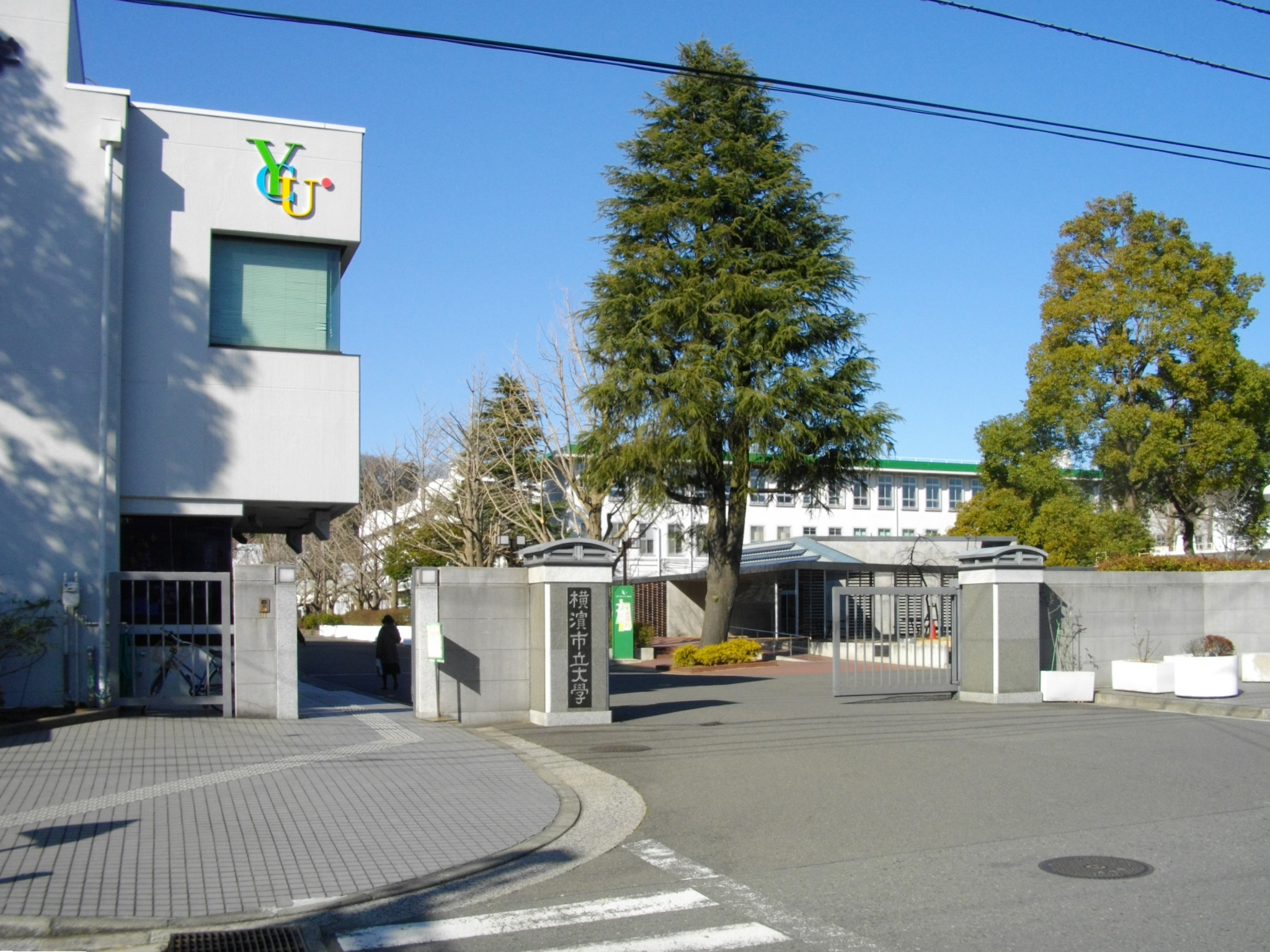
Campus Kanazawa-Hakkei

Yokohama City University (YCU) (横浜市立大学 Yokohama Shiritsu Daigaku?) es una universidad pública en Yokohama, prefectura de Kanagawa en Japón. En 2013 la YCU tenía dos facultades y un total de 4,850 estudiantes, de los cuales 11 era extranjeros. La YCU consta de cuatro campus (Kanazawa-Hakkei, Fukuura, Maioka y Tsurumi) y de dos hospitales (el hospital YCU y el centro médico YCU). En 2017 la YCU obtuvo el puesto 16 entre las mejores universidades pequeñas del mundo (Times Higher Education).

### De la Escuela de Comercio de Yokohama a la Universidad de la ciudad de Yokohama

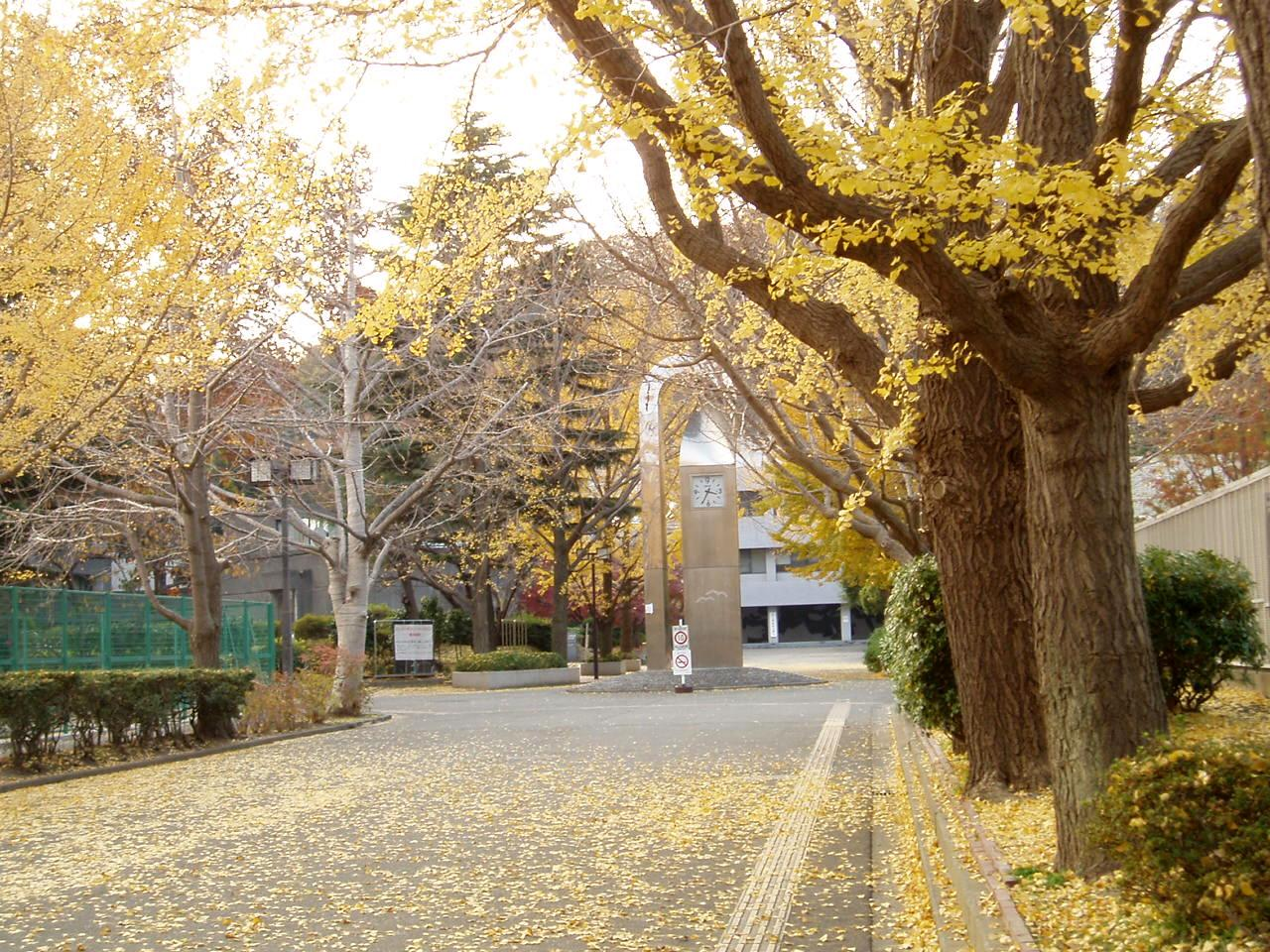
La torre del reloj en otoño

La predecesora de YCU, la Escuela de Comercio de Yokohama (橫濱商法學校 Yokohama Shōhō Gakkō?) , fue fundada en 1882, mantenida económicamente inicialmente por una asociación de comerciantes locales. En 1888, la escuela pasó a llamarse Escuela Comercial de Yokohama (橫濱商業學校 Yokohama Shōgyō Gakkō?) , una escuela que daba una formación de cinco años para chicos adolescente (de 14 a 19 años o más). En 1917, la Escuela Comercial de Yokohama fue municipalizada y en 1921 se convirtió en una escuela comercial de siete años (para edades de 12 a 19 años o más). El Ministerio de Educación instó a la escuela a acortar el plan de estudios en dos años, ya que las Regulaciones de las Escuelas Comerciales Japonesas (1921) no especificaban un curso de siete años para las escuelas comerciales. En 1924, cambió su oferta a cinco años de escuela además de un curso de especilización que duraba dos años. En 1928, el curso especializado se convirtió en la 

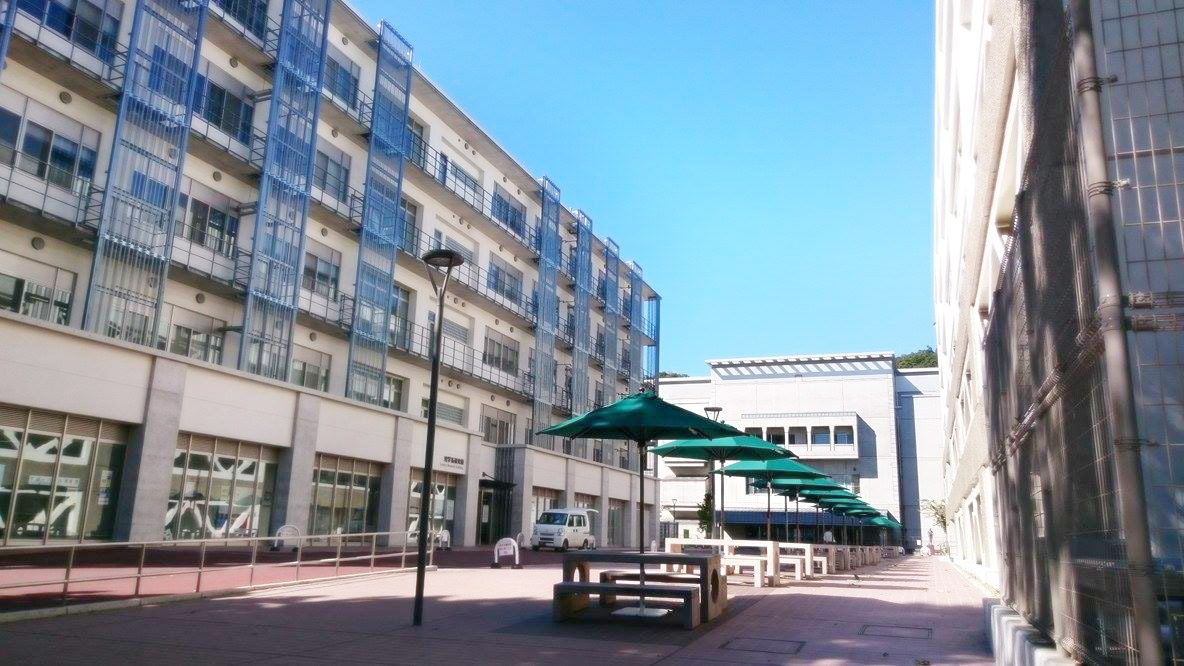
Edificio de investigación científica en el campus de Kanazawa-hakkei

Universidad de Comercio Ciudad de Yokohama (橫濱市立橫濱商業專門學校 Yokohama Shiritsu Yokohama Shōgyō Gakkō?). En 1949, pasó a llamarse Facultad de Economía de la ciudad de Yokohama y se reorganizó como Universidad de la ciudad de Yokohama bajo el nuevo sistema educativo de Japón.

### Del Hospital Juzen a la Universidad de la Ciudad de Yokohama

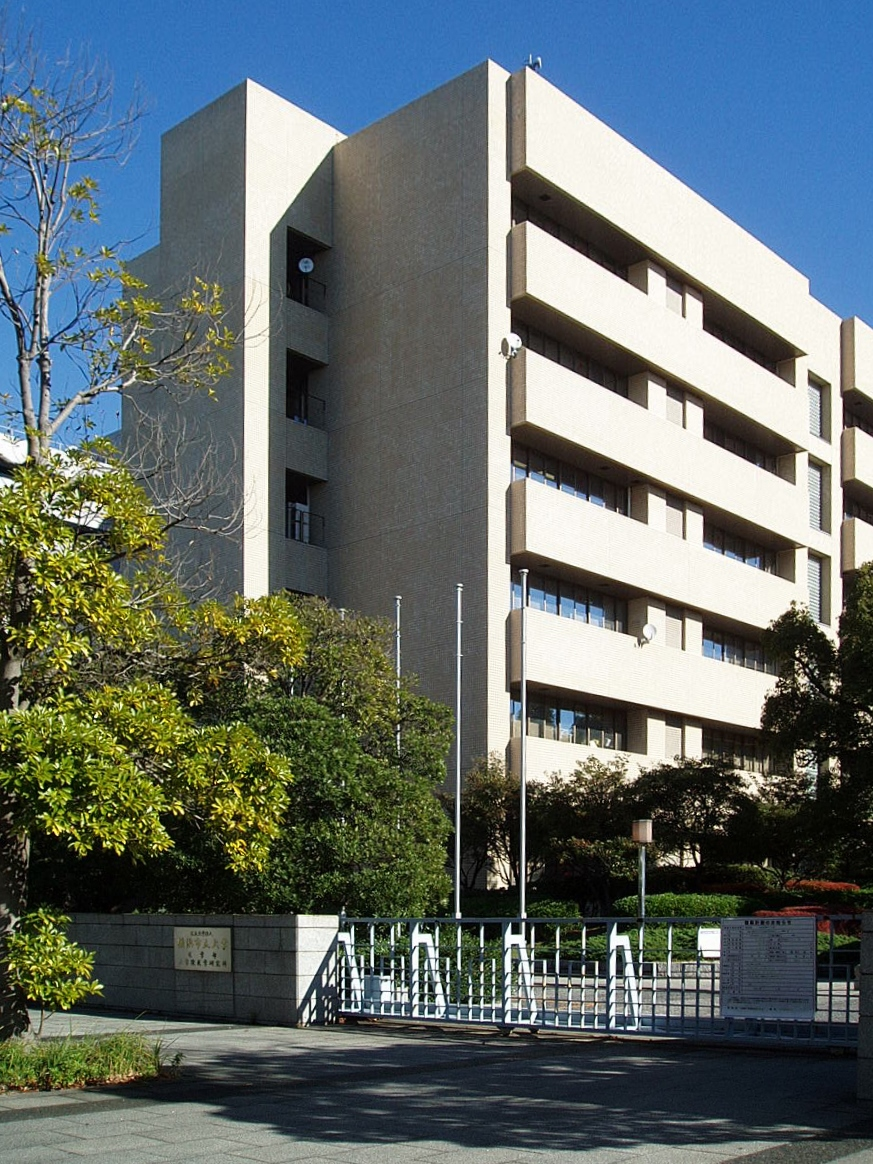
Campus de Fukuura (Facultad de Medicina)

Otro predecesor de la YCU el Juzen Hospital (十全醫院 Jūzen Iin?), fundado en 1874 y municipalizado en 1891. En 1944, se estableció LA Universidad Médica Municipal de Yokohama (橫濱市立醫學專門學校 Yokohama Shiritsu Igaku Senmon Gakkō?)  y el Hospital Juzen se convirtió en un hospital universitario. En 1947, después de la Segunda Guerra Mundial, la facultad de medicina se convirtió en Yokohama Medical School (横浜医科大学 Yokohama Ika Daigaku?) , una universidad municipal. Su curso preparatorio de tres años se estableció en 1947 y el curso principal de cuatro años se estableció en 1949. En 1952, la facultad de medicina se fusionó con la Universidad de la ciudad de Yokohama.

### De la Facultad de Enfermería de la Universidad de la ciudad de Yokohama
Escuela de Enfermería de la Universidad Ciudad de Yokohama (横浜市立大学看護短期大学部 Yokohama Shiritsu Daigaku Kango Tanki Daigakubu?) era una escuela tras los estudios secundarios en Kanazawa-ku, Yokohama, Japón. Abrió en 1898 como escuela vocacional  as a vocational school,y fue fusionado con la Escuela de Medicina de la Universidad Ciudad de Yokohama en 2005.

### Campus Kanazawa-Hakkei
El campus Kanazawa-Hakkei en Kanazawa-ku, Yokohama, es uno de los campus principales de YCU. Yochy, la mascota de YCU es una hoja de ginkgo, árboles que se encuentran en todo el campus. Uno de los hitos de la universidad, la torre del reloj, se encuentra en este campus.

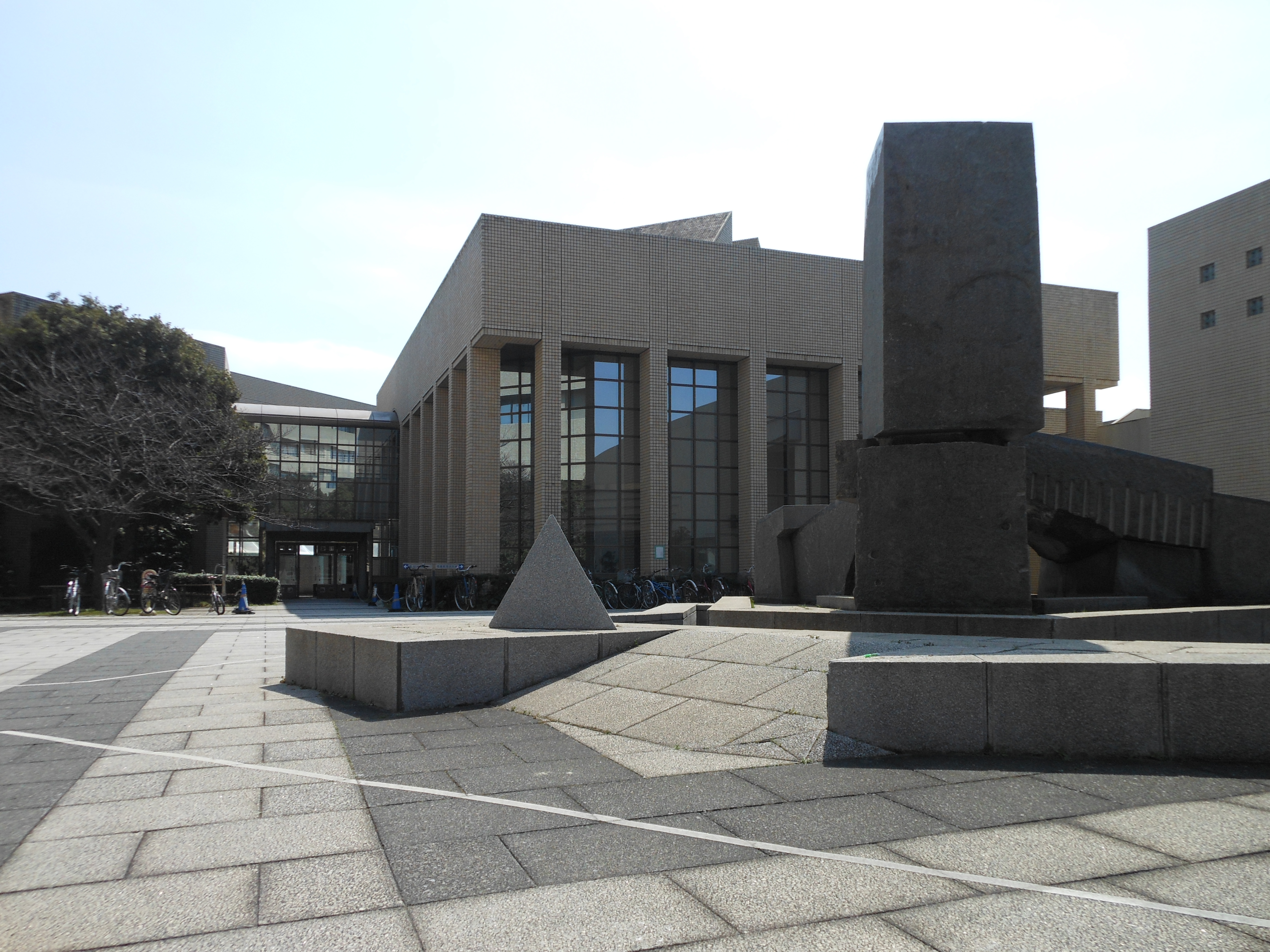
Pabellón Hepburn

### Campus de Maioka
El campus Maioka en Totsuka-ku, Yokohama, alberga el Instituto Kihara de Investigaciones Biológicas (KIBR).

### Campus de Tsurumi

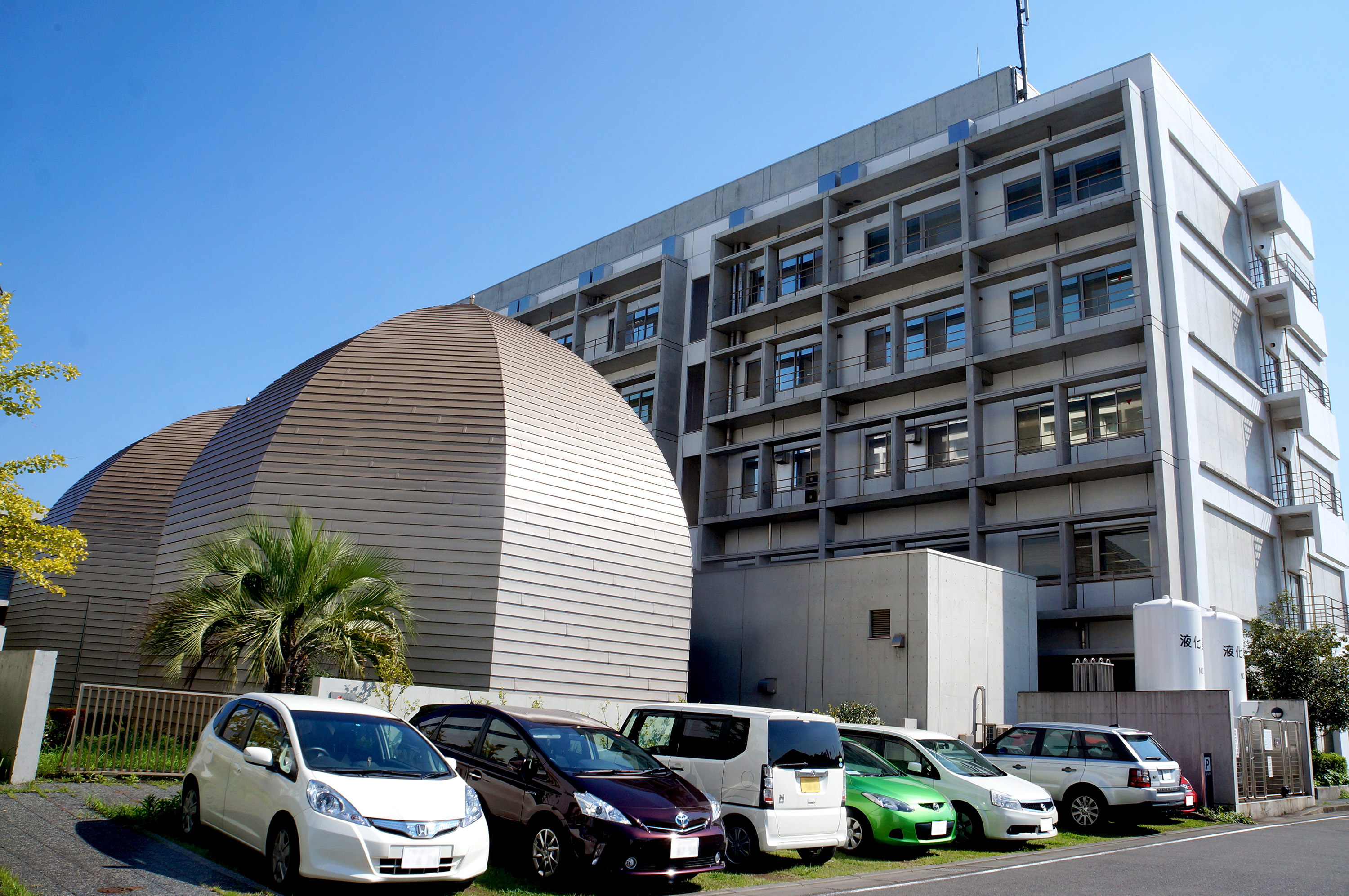
Campus Tsurumi

## Hospitales universitarios

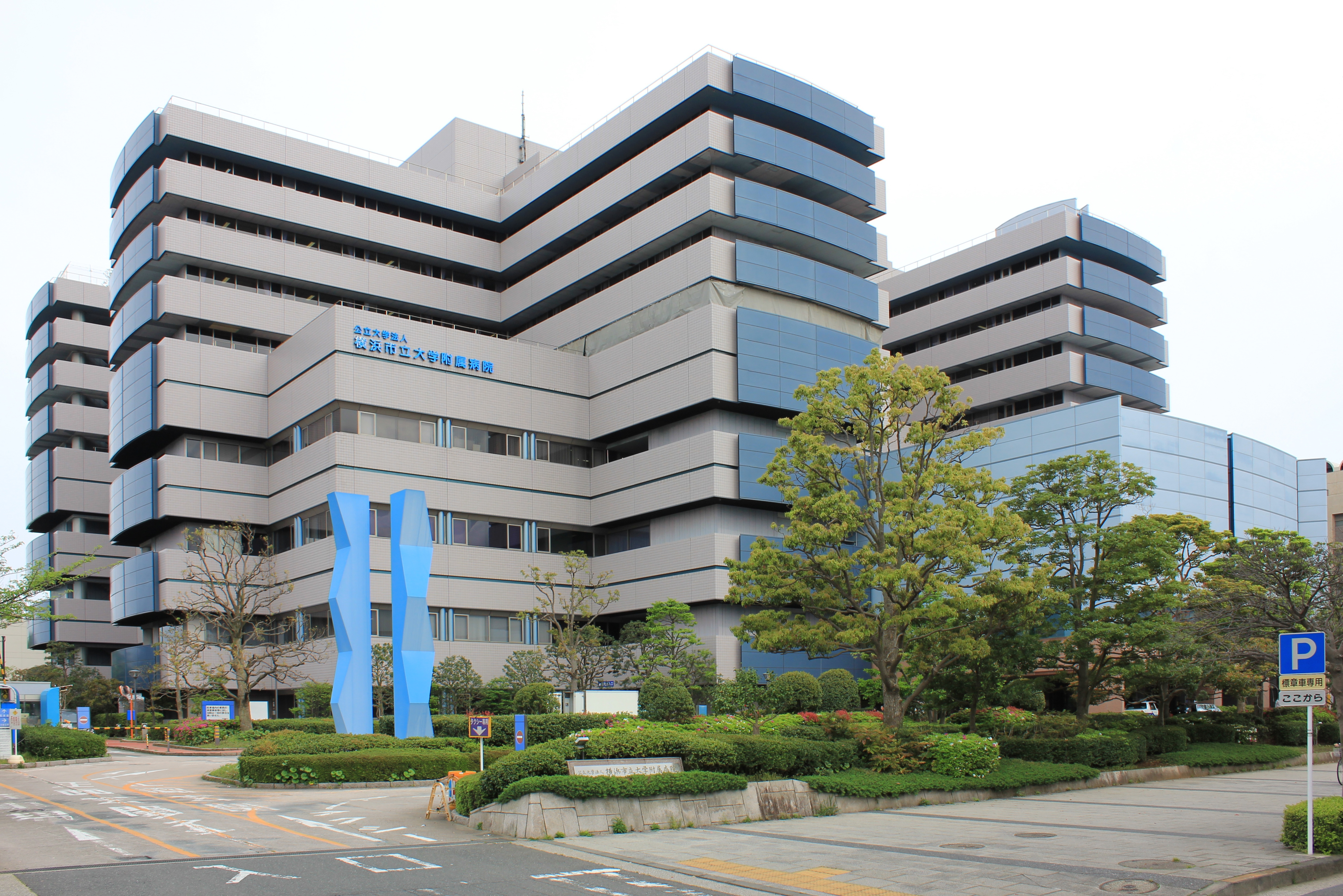
Hospital Universitario de la ciudad de Yokohama

1. ↑  University Search - View University
2. ↑  «Number of foreign students | Yokohama City University». Archivado desde el original el 12 de noviembre de 2017. Consultado el 23 de septiembre de 2023.
3. ↑  «The world's best small universities 2016». 25 de enero de 2016.

- Datos: Q914024
- Multimedia: Yokohama City University / Q914024